# Konstantin Iliev
Konstantin Iliev (født 9. marts 1924 i Sofia, Bulgarien - død 6. marts 1988) var en bulgarsk komponist, dirigent og lærer.
Iliev er nok mest kendt som en af de ledende bulgarske dirigenter, men han blev uddannet som komponist på State Academy of Music i komposition af Pancho Vladigerov og i direktion af Marin Goleminov (1946).
Han har skrevet 6 symfonier, orkesterværker, kammermusik, scenemusik, kormusik, filmmusik etc.

## Udvalgte værker
- Symfoni nr. 1 (1947) - for orkester
- Symfoni nr. 2 (1951) - for blæsere
- Symfoni nr. 3 (1954) - for orkester
- Symfoni nr. 4 (1958) - for bas og strygerorkester
- Symfoni nr. 5 (1959) - for orkester
- Symfoni nr. 6 (1984) - for orkester
- "Vores land" (19529 - filmmusik
- "Bag Horisonten" (1960) - filmmusik